# ميورقة (مدينة)
مدينة ميورقة (بالكاتالانية وبالإسبانية: Palma de Mallorca؛ بالما دي مايوركا) هي مدينة وميناء بجزيرة ميورقة، كما أنها عاصمة منطقة جزر البليار التابعة لإسبانيا، يبلغ عدد سكانها تقريباً 423.350 نسمة. كمدينة ساحلية لا تشعرك بهدؤ مدن الجزر النائمة بل هي مدينة تزخر بالحياة والمرح على مدار الساعة. يخدم مطارها أكثر من 22 مليون راكب سنوياً.

## التاريخ
تأسست مدينة ميورقة باعتبارها معسكر روماني وخلال تاريخها المضطرب خضعت المدينة تحت هيمنة ملوك الوندل بعد سقوط الإمبراطورية الرومانية، ثم أعاد البيزنطيون احتلال ميورقة، ثم العرب، وأخيراً ضمّها جيمس الأول ملك أراغون في القرن الثالث عشر عندما ضمّ ملوك أراغون الذين كانوا آنذاك قوامسة على برشلونة، ميورقة وبلنسية وصقلية إلى تاج أراغون وبقيت بلنسية التي كان يقطنها السكان المسلمون القدامى المنطقة الوحيدة تحت حكمهم المباشر وكانت تتميّز بوضعية قانونية خاصّة.
أمّا ميورقة وصقلية فقد كانتا تحت حكم أفراد آخرين من العائلة المالكة البرشلونية وكانت العلاقات بين هؤلاء الحكّام جدّ متأزّمة. في القرن الرابع عشر كانت أبرز القوى الفاعلة من الجانب الأوروبي: جنوة والبندقية ونابل وتاج أراغون.

## نهاية تاج أراغون
كان سقوط برشلونة في 1714 نهاية لحرب الخلافة الإسبانية ونهاية تاج أراغون، وهذا ينعكس على المرسوم، الذي أصدره فيليب الخامس ملك إسبانيا في 1715، عدل هذا المرسوم حكومة الجزيرة، وفصلها من حكومة بلدية مدينة ميورقة. في هذا الوقت بدأ اسم مدينة ميورقة رسمياً، وبحلول نهاية القرن التاسع عشر، كان مصطلح بالما دي ميورقة هو المكتوبة في الغالب، وباللغة الإسبانية. في القرن الثامن عشر أزال قارلة الثالث ملك إسبانيا تحريم التجارة مع المستعمرات الإسبانية في أمريكا والميناء ونما النشاط التجاري للمدينة مرة أخرى. في بداية القرن التاسع عشر، أصبحت مدينة ميورقة ملاذأ للكثير من المنفيين من احتلال نابليون قتلونية وبلنسية؛ خلال هذه الفترة. مع إنشاء دولة إسبانيا الوطنية، أصبحت مدينة ميورقة عاصمة للمقاطعة الجديدة من جزر البليار حسب قانون تقسيم أقاليم إسبانيا 1833. أنهى الاحتلال الفرنسي للجزائر في القرن التاسع عشر الخوف من الهجمات المغربية في ميورقة، والذي شجع على التوسع في خطوط بحرية جديدة، وبالتالي النمو الاقتصادي للمدينة، والزيادة السكانية.

## السياحة
منذ الخمسينات، غير مجيء السياحة الجماعية جذرياً كل من المدينة والجزيرة، وحولها إلى مركز جذب للزوار وجذب العمال من إسبانيا. ساهم ذلك في تغيير ضخم في التقاليد، والخريطة الاجتماعية، والتحضر والولع بالاقتناء. تسبب ازدهار السياحة في أن تنمو مدينة ميورقة كثيرًا، مع تداعيات على الهجرة. في عام 1960 بلغ عدد زوار ميورقة 500.000 سائح، في عام 1997، زار ميورقة أكثر من 6.739.700 سائح. في 2001 بلغ عدد مستخدمي مطار مدينة ميورقة أكثر من 19.200.000 مستخدم، مع 1,5 مليون إضافي قادم عن طريق البحر.
في القرن الحادي والعشرين، اجتذب إعادة تطوير المناطق الحضرية مجموعات كبيرة من العمال المهاجرين من خارج الاتحاد الأوروبي، وخصوصاً من أفريقيا وأمريكا الجنوبية.

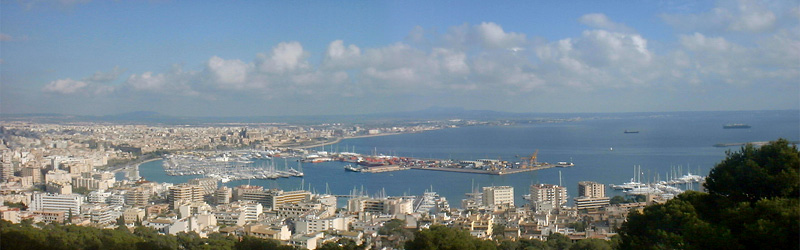
مدينة ميورقة بجزيرة ميورقة، إسبانيا.

ومما ساعد على تطور السياحة في مايوركا هو طقس البحر الأبيض المتوسط المعتدل والهدوء الذي يميز الجزيرة والطبيعة الخلابة والشواطئ المنتشرة فيها، كل ذلك عمل على التوسع في بناء وتوفير المنتجعات السياحية والفنادق الفخمة والمطاعم وكل ما يحتاجه الزائر.

## المعالم
تشتهر مدينة ميورقة بكاتدرائيتها الشهيرة كاتدرائية ميورقة وأيضاً بالعديد من المباني والآثار التاريخية التي تعود إلى أيام تاريخية متنوعة. ومن أهم الآثار أيضا في ميورقة قصر «الموداينا» الذي كان مكان الإقامة لجميع الملوك الذين عاشوا فيها خلال نهاية القرن الثالث عشر ويوجد بجوار القصر متحف «ميورقة» وفيه مجموعة من الآثار التي استخرجت من أرض الجزيرة.